# 佐渡西警察署
佐渡西警察署（さどにしけいさつしょ）は、かつて存在した新潟県警察が管轄する警察署の一つ。
2019年（令和元年）11月2日、佐渡警察署新設に伴い、廃止となり、同署相川交番となった。

## 管轄区域
- 佐渡市西部

佐渡市のうち佐渡東警察署の管轄を除く地域

## 所在地
- 新潟県佐渡市相川羽田町74

## 沿革
- 1876年（明治9年）：相川警察出張所として発足
- 1954年（昭和29年）：相川警察署となる
- 1977年（昭和52年）：現庁舎完成
- 2004年（平成16年）：佐渡市の誕生により、佐渡西警察署と改称
- 2019年（令和元年）11月1日 佐渡警察署の新設により、廃止。

## 交番
- 佐和田幹部交番
- 真野交番

## 駐在所
- 北立島駐在所
- 北狄駐在所
- 橘駐在所
- 千種駐在所
- 吉井駐在所
- 畑野駐在所
- 松ケ崎駐在所
- 小木駐在所
- 羽茂駐在所
- 赤泊駐在所